# 神水县
神水县，中國古代县名。
辽朝开泰二年（1013年）置，治所在今辽宁省朝阳市西南。属大定府。金朝時改屬錦州，皇统三年（1143年），一度改為神水镇，不久再复为县。至元朝时，废縣。